# Ljurs socken
Ljurs socken i Västergötland ingick i Gäsene härad, ingår sedan 1971 i Vårgårda kommun och motsvarar från 2016 Ljurs distrikt.
Socknens areal är 19,82 kvadratkilometer varav 19,17 land. År 2000 fanns här 358 invånare.  Som sockenkyrka används sedan 1851 Nårunga kyrka i Nårunga socken.

## Administrativ historik
Socknen har medeltida ursprung. 
Vid kommunreformen 1862 övergick socknens ansvar för de kyrkliga frågorna till Ljurs församling och för de borgerliga frågorna bildades Ljurs landskommun.  Landskommunen uppgick 1952 i Vårgårda landskommun som 1971 ombildades till Vårgårda kommun. Församlingen uppgick 2006 i Nårunga församling.
1 januari 2016 inrättades distriktet Ljur, med samma omfattning som församlingen hade 1999/2000.  
Socknen har tillhört län, fögderier, tingslag och domsagor enligt vad som beskrivs i artikeln Gäsene härad. De indelta soldaterna tillhörde Älvsborgs regemente, Gäseneds kompani.

## Geografi
Ljurs socken ligger öster om Alingsås kring övre Säveån och med sjön Säven i söder. Socknen är en kuperad skogsbygd med inslag av odlingsbygd på mark som var del av Svältorna. En flik av insjön Säven ligger i socknen. Huvuddelarna av sjön är fördelade på Tämta socken i Borås kommun och Nårunga socken i Vårgårda kommun.

## Byar och hemman
Ljurs socken består historiskt av följande byar och enstaka hemman. När en by har flera hemman anges också hemmansnumren.
- Gundlered, by med tre hemman (1 Västergården, 2 Smedsgården och 3 Lillegården). Ett fjärde hemman (4 Smedsgården) tillkom genom utbrytning ur nr 2, i jordeboken första gången 1877, kronojägareboställe.
- Halla, ett hemman (1) och en åker (2).
- Hjulsered, enstaka hemman.
- Hökared, ett hemman (1) och en kvarn (2).
- Iglabo, enstaka hemman.
- Källarebacken, enstaka hemman, första gången i jordeboken 1738 som krononybygge.
- Kättlingebo, enstaka hemman.
- Ljur, socknens tidigare kyrkby med sju hemman (1 Skattegården, 2 Kämpagården, 3 Västergården, 4 Lillegården, 5 Stommen, 6 Tolsgården och 7 Frälsegården). Ljurs församling hade sedan 1851 gemensam kyrka med Nårunga församling.
- Långared, by med två hemman (1 Stora Långared och 2 Lilla Långared) samt en kvarn (3).
- Svenstorp, enstaka hemman.
- Sävsjöos, enstaka hemman.
- Åsen (ursprungligen Långaredsås), enstaka hemman.
- Äspenäs, enstaka hemman.

## Fornlämningar
En hällkista från stenåldern är funnen. Från järnåldern finns gravar och stensättningar.

## Befolkningsutveckling
Befolkningen ökade från 327 1810 till 581 1880 varefter den minskade till 321 1970 då den var som minst under 1900-talet. Därpå vände folkmängden tillfälligt uppåt igen till 353 1980 innan den på nytt sjönk till 343 1990.

## Namnet
Namnet skrevs 1443 Liwr och kommer från kyrkbyn. Namnet innehåller ljur, 'glugg, glänta'.